# دايفيد باتلر (كاتب سيناريو)
دايفيد باتلر (بالإنجليزية: David Butler)‏ (و. 1927 – 2006 م) هو كاتب سيناريو، وممثل مسرحي، وممثل تلفزي بريطاني، توفي في لندن، عن عمر يناهز 79 عاماً.

## التعليم
تعلم في الأكاديمية الملكية للفنون المسرحية، في تخصص تمثيل (حتى 1953)، وتعلم في جامعة سانت أندروز
.

## جوائز وترشيحات
حصل على جوائز منها:

جائزة الإيمي برايم تايم
ترشح لـ:
جائزة الأوسكار لأفضل كتابة "سيناريو مقتبس"، عن عمل: Voyage of the Damned ‏.

## وصلات خارجية
- دايفيد باتلر على موقع IMDb (الإنجليزية)
- دايفيد باتلر على موقع ألو سيني (الفرنسية)
- دايفيد باتلر على موقع أول موفي (الإنجليزية)
- دايفيد باتلر على موقع قاعدة بيانات الأفلام السويدية (السويدية)
- دايفيد باتلر على موقع قاعدة بيانات الفيلم (الإنجليزية)
- دايفيد باتلر على موقع كينوبويسك (الروسية)